# Falsa testimonianza
In diritto la falsa testimonianza è il reato commesso dal testimone che, in occasione di una procedura giudiziaria (a seconda degli ordinamenti non solo durante un processo), afferma consapevolmente il falso.
In alcuni ordinamenti, a perpetuazione di usi già correnti in età romana, il falso testimone poteva essere condannato alla stessa pena prevista per il reato a proposito del quale era allestito il processo. Non sono rari retaggi di questo principio, ad esempio nell'ordinamento tunisino.
In genere, presupposto per la configurabilità della fattispecie è la consapevolezza del mentire, non integrandosi perciò il reato, ad esempio, in caso di errore.
La locuzione è anche usata in alcune traduzioni dei Dieci comandamenti

## Ratio legis
La ratio della norma è di antica origine e si fonda sul carattere fiduciale connesso alla testimonianza, sulla quale occorre basarsi per il rintraccio della verità processuale. A fini di deterrenza, non di rado i riti giudiziari potevano essere accompagnati da speciali procedure accessorie il cui fine era quello di disincentivare il mendacio attraverso sollecitazioni in genere di ordine religioso o comunque soprannaturale; così ebbe sviluppo l'uso del giuramento. La sottoposizione del teste al preventivo giuramento di dire la verità ha comportato o comporta infatti in alcuni ordinamenti che le false dichiarazioni siano considerate alla stregua di uno spergiuro.

## Diritto francese
Nel diritto francese il témoignage mensonger (o faux témoignage) reso dinanzi a qualunque giurisdizione, e anche a un ufficiale di polizia giudiziaria, è punito con la reclusione per 5 anni e l'ammenda di 75.000 euro. Anche in questo ordinamento la ritrattazione prima della chiusura della procedura esenta dalla pena.

## Diritto italiano
Nel diritto italiano il reato è previsto all'art. 372 del codice penale, per il quale Chiunque, deponendo come testimone innanzi all'Autorità giudiziaria, afferma il falso o nega il vero, ovvero tace, in tutto o in parte ciò che sa intorno ai fatti sui quali è interrogato, è punito con la reclusione da due a sei anni.

## Diritto romano
Nel Diritto romano la falsa testimonianza era punita dalla legge delle XII tavole, in pratica, con la pena di morte: formalmente la condanna veniva eseguita gettando il mentitore da una rupe, ma secondo Dione Cassio se si fosse salvato non sarebbe stato soggetto a ulteriore pena.

## Diritto tunisino
Nel diritto tunisino è presente la trasposizione normativa di un arcaico uso del sistema giuridico di epoca romana, in cui era previsto che al falso testimone dovesse essere applicata la stessa pena prevista per l'imputato del processo allestito. Il codice penale della Tunisia, all'art. 241, prevede che il falso testimone sia condannato alla pena prevista per il caso in dibattimento, sino però a un massimo di 20 anni di reclusione. Oltre a un'ammenda di 3.000 dìnari.

## Diritto svizzero
Nel diritto svizzero la falsa testimonianza è il reato previsto all'art. 307 (Falsa testimonianza, falsa perizia, falsa traduzione od interpretazione), per il quale l'autore di una falsa deposizione, una falsa constatazione o una falsa perizia o traduzione, qualunque sia il tipo di procedimento giudiziario in corso del quale la formuli, è punito con una pena detentiva sino a cinque anni o con una pena pecuniaria.
La pena è aggravata se il falso è susseguente a giuramento, mentre è diminuita se reputata indifferente per la formazione del convincimento del giudice.